# Onze Lieve Vrouwe van Schilberg

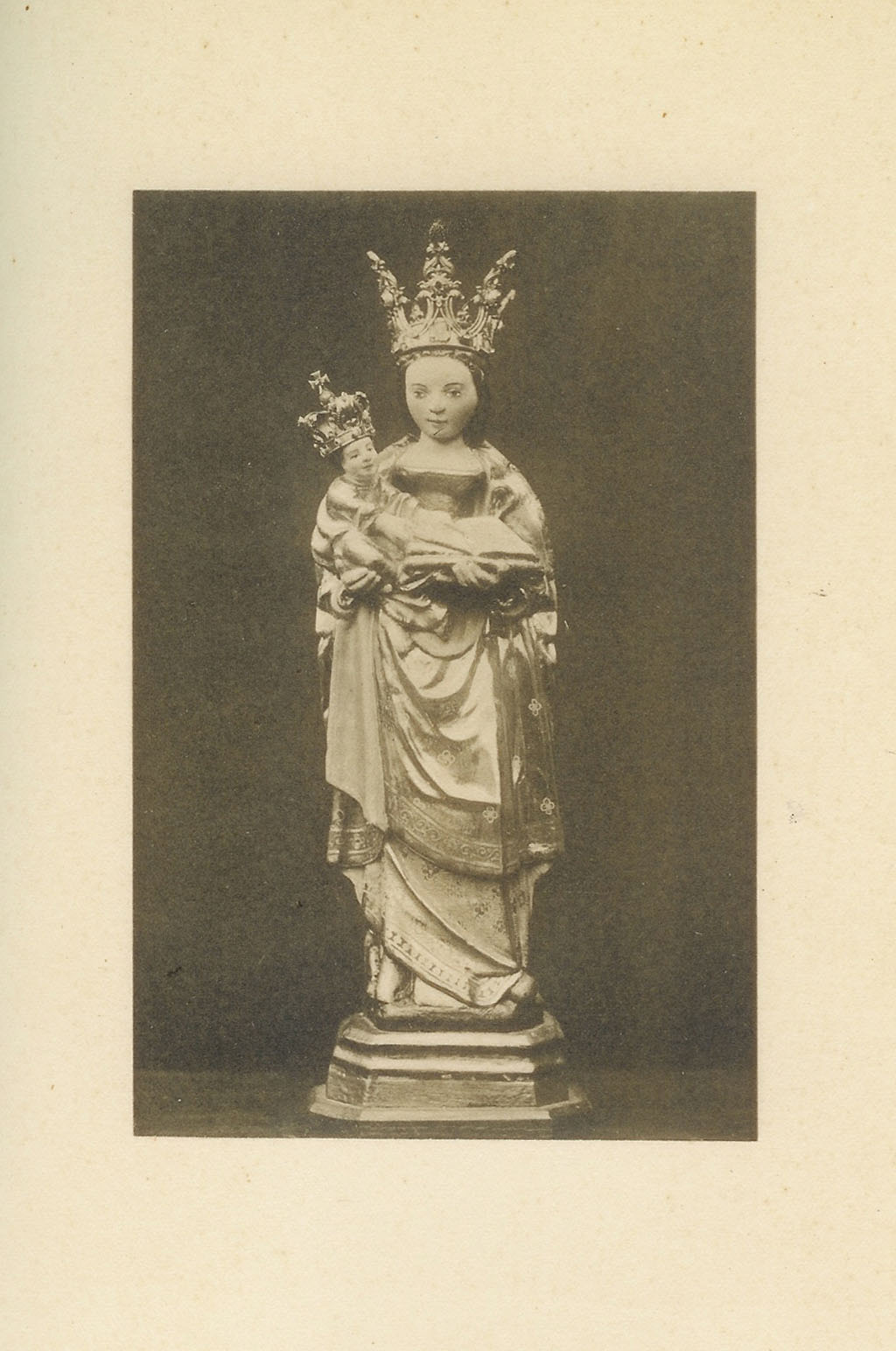
Onze Lieve Vrouwe van Schilberg

Van alle genadebeelden van Maria in Nederland heeft Moeder Maria van Hulpe van Peys en van Vree oftewel Onze Lieve Vrouwe van Schilberg de meest onduidelijke geschiedenis.
De legende vertelt het van wel meer plaatsen bekende verhaal dat een schaapherder op een dag na het bidden van het rozenhoedje een klein Mariabeeldje zag hangen aan een boom. Hij bracht het beeldje naar de parochiekerk in Echt, maar de volgende dag was het beeldje weer terug op haar oude plaats. Zo maakte Maria duidelijk dat zij op die plaats vereerd wilde worden.
Er werd dan ook een kapel gebouwd en voortaan kwamen mensen daar om de bijzondere voorspraak van Maria af te smeken. Wanneer dit alles gebeurd zou zijn is in het geval van Schilberg totaal onduidelijk. Een kapel op die plaats kan niet worden aangetoond vóór de 17e eeuw terwijl verhalen zoals hierboven zich meestal afspeelden in de late Middeleeuwen.
Het beeldje zelf is nog wel nét in die sfeer ontstaan: het is een typisch Mechels beeldje uit het allereerste begin van de 16e eeuw. Het lijkt er dan ook op dat de devotie tot Onze Lieve Vrouwe van Schilberg wel al wat ouder is, maar heel lang vrij kleinschalig is geweest. Pas in het laatste kwart van de 19e eeuw en het eerste van de 20e eeuw kwam zij tot volle bloei.